# Chao shi kong tong ju
Chao shi kong tong ju (超时空同居S, lett. "Coabitazione spazio-temporale"), noto anche con il titolo internazionale in lingua inglese How Long Will I Love U (lett. "Per quanto ti amerò") è un film del 2018 scritto e diretto da Su Lun.
I due protagonisti avevano già lavorato insieme nel 2013, in occasione della serie televisiva Duannai.

## Trama
Gu Xiaojiao vive nel 2018 ed è profondamente insoddisfatta dalla sua esistenza, oltre che alla perenne ricerca di un marito che possa acquistarle una casa; similmente, il giovane architetto Lu Ming nel 1999 non riesce a sfondare nel proprio campo. Dopo essersi stabiliti nella loro nuova abitazione, entrambi scoprono che in quel luogo la distanza spazio-temporale si annulla, intraprendendo progressivamente una relazione.

## Distribuzione
In Cina, la pellicola è stata distribuita a partire dal 18 maggio 2018.